# عمودی و افقی

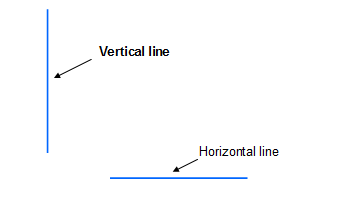
خط عمودی (vertical line) خط افقی (horizontal line)

عمودی خطی فرضی است که در هر محیط بیانگر راستای بالا به پایین یا پایین به بالا است. در محیط‌های دو بعدی در راستای محور Y و در محیط‌های سه‌بعدی در راستای محور Z را خط عمود می‌نامند.